# William John Young
William John Young (26 de gener de 1878 – 14 de maig de 1942) va ser un bioquímic anglès.

## Biografia
William John Young va néixer a Withington, Manchester, Anglaterra. Va estudiar medicina a l'Owen College de Manchester i aviat va començar una carrera d'investigador científic.
Des de 1900 a 1912 Young va ser ajudant de bioquímica al Lister Institute of Preventive Medicine de Londres. Allà col·laborà amb Sir Arthur Harden en elcamp del mecanisme dels enzims de la fermentació bioquímica. El 1906 van descobrir que eren necessàries substàncies resistents a la calor per als enzims que n'eren molt sensibles. Aviat descobriren que les sals d'àcid ortofosfòric estimulaven la fermentació. Van desenvolupar aparells més moderns per recollir i mesurar volumètricament els gasos (com el CO2) que es desprenen durant la fermentació alcohòlica.
Utilitzant el seu nou aparell, Arthur Harden id Young descobriren difosfat en el sistema. que més tard es va descobrir que es tractava del compost 1,6-difosfat. l'equació de la fermentació en definitiva era:
1. 2C₆H₁₂O₆ + 2Na₂HPO₄ = C₆H10O₄(PO₄Na₂)+2H₂O + CO₂ +2C₂H₆O;
2. C₆H10O₄(PO₄Na₂)2 + H₂O = C₆H₁₂O₆ + 2Na₂HPO₄

El 1913, Young i la seva família emigraren a Queensland, Austràlia, on seguí investigant en la bioquímica aplicada a la conservació dels aliments va ser un precursosde la refrigeració i alguns dels seus mètodes encara es fan servir per conservar aliments com els plàtans. També va estudiar la bioquímica de la sang.
També va fer descobriments sobre la melanina.